# Tinos
Tinos (gr. Τήνος; wł. Tino) – grecka wyspa położona na Morzu Egejskim w archipelagu Cyklad. 
W starożytności nazywana Ophiussa (od ophis – wąż) i Hydroessa (od hydor – woda). Najbliższe wyspy to Andros, Delos i Mykonos. Powierzchnia Tinos wynosi 194 km², a jej populacja około 5200 mieszkańców.
Jako gmina przynależy do administracji zdecentralizowanej Wyspy Egejskie, w regionie Wyspy Egejskie Południowe, w jednostce regionalnej Tinos. 

## Historia
W okresie 1207–1715 wyspa była własnością Wenecji. Tak długą supremację Wenecjanie zawdzięczali górskiej twierdzy Eksoburgo (gr. Εξώμβουργο). W latach 1715–1821 znalazła się w granicach Imperium osmańskiego, a następnie niepodległej Grecji.

## Kultura
Tinos stanowi religijne centrum Grecji. Odbywają się tam liczne pielgrzymki do maryjnej świątyni Panagia Evangelistria (gr. Παναγίας Ευαγγελίστριας), gdzie znajduje się cudowna ikona Dziewicy. Autorstwo obrazu odkrytego w 1823 r. przypisuje się św. Łukaszowi. Wyznanie jednej z mniszek klasztoru Kechrovounion, iż doznała nawiedzenia przez Matkę Bożą we śnie, zapoczątkowało w 1940 r. kult maryjny. Uroczystość pielgrzymkowa przypada 15 sierpnia (gr. Dekapentavgoustos). Pielgrzymka rozpoczyna się przy nabrzeżu, do którego przybija prom, a następnie 800-metrową drogą prowadzi do murów kościoła. Wielu z pątników trasę tę przebywa na czworaka lub kolanach. Większość pielgrzymów stanowią kobiety. Data 15 sierpnia jest także rocznicą zatopienia uczestniczącego w obchodach święta krążownika "Elli" przez włoski okręt podwodny w 1940 roku. 
Na Tinos znajduje się ok. 20 wiatraków i ok. 1300 artystycznie wykonanych dwupiętrowych gołębników zbudowanych z płytek łupkowych. Zamiłowanie mieszkańców do hodowli gołębi sięga czasów weneckich (kiedy jednak nie zezwalano na hodowlę greckim poddanym), lecz rozpowszechniło się, gdy wyspa znalazła się we władaniu Turków. Znajduje się na niej 50 wiosek, w których jest ok. osiemset kościołów i kapliczek. 

## Krajobraz
Od brzegów Panormos i Kolimbithra na północnym brzegu od Kionia, Agios Yannis Zero Portos i Agios Sostis do południowego brzegu, Tinos ma wiele plaż. Najwyższa górą jest Góra Tsiknias, która wznosi się na 750 m n.p.m. Pomiędzy górą i twierdzą Eksobourgo znajduje się równina Falatados. Jest to jedyny płaski obszar, na którym planowana jest budowa lotniska. 

## Klimat
Tinos znajduje się pod wpływem klimatu śródziemnomorskiego z ciepłym i suchym latem oraz łagodną i wilgotną zimą.
| Miesiąc             | Styczeń | Luty  | Marzec | Kwiecień | Maj   | Czerwiec | Lipiec | Sierpień | Wrzesień | Październik | Listopad | grudzień |
| Najwyższa           | 14 °C   | 15 °C | 16 °C  | 19 °C    | 22 °C | 26 °C    | 28 °C  | 28 °C    | 26 °C    | 23 °C       | 19 °C    | 15 °C    |
| Najniższa           | 10 °C   | 10 °C | 11 °C  | 13 °C    | 17 °C | 21 °C    | 23 °C  | 24 °C    | 21 °C    | 19 °C       | 15 °C    | 12 °C    |
| Opady atmosferyczne | 8       | 7     | 5      | 5        | 3     | 0        | 0      | 0        | 2        | 2           | 6        | 11       |
| Wiatry w km/h       | 29      | 30    | 26     | 20       | 21    | 23       | 23     | 26       | 23       | 26          | 23       | 28       |

## Najważniejsze miejscowości
- Panormos
- Agapi
- Falatados
- Isternia
- Kalloni
- Kampos
- Kardiani
- Komi
- Ktikados
- Livada
- Ormos Panormou
- Panormos
- Steni
- Tarambados
- Triantaros
- Mountados